# アマラスンタ (小惑星)
アマラスンタ (650 Amalasuntha) は小惑星帯に位置する小惑星である。ハイデルベルクでアウグスト・コプフによって発見された。
東ゴート王国の女王でテオドリックの娘のアマラスンタにちなんで命名された。